# Jarnsaxa (lune)
Pour l’article homonyme, voir Járnsaxa.
Jarnsaxa, auparavant désignée S/2006 S 6, est l'une des lunes de Saturne. Sa découverte fut annoncée par David Jewitt, Scott S. Sheppard, Jan Kleyna, et Brian G. Marsden le 26 juin 2006, d'après des observations faites entre le 5 janvier 2006 et le 29 avril 2006.
Elle est nommée en l'honneur de la géante Járnsaxa, amante de Thor.